# Rio Barbantinho
Barbantinho (em castelhano: Barbantiño) é um rio espanhol da Galiza afluente da margem direita do Rio Minho, do concelho de Ourense.